# А̄
А̄/а̄（帶長音符號的A；斜體：А̄/а̄）是一個西里爾字母。在大多數的字型中，它與拉丁字母Ā/ā都非常相似。
字母А̄在諸多語言中被使用，如鄂溫克語、印古什語、曼西語、赫哲語、鄂羅克語、烏爾奇語、基爾丁薩米語、塞爾庫普語與車臣語。